# Xavier Verdaguer Renart
Xavier Verdaguer Renart   (Olot, 1 de febrer de 1975), conegut com a Xevi Verdaguer, és un fisioterapeuta català que aplica la psiconeuroimmunologia com a mètode terapèutic.
Graduat en Fisioteràpia per la Universitat Catòlica San Antonio de Múrcia el 2015, ha assistit també a diferents cursos de formació en fisioteràpia, immunologia i endocrinologia.
La seva principal activitat se centra en l'aplicació de la psiconeuroimmunologia (PNI) o psiconeuroimmunoendocrinologia (PNIE) com a mètode terapèutic. És autor de llibres d'autoajuda sobre salut, com Cuida't i Transforma la teva salut, i ha intervingut en programes de televisió i ràdio, com El Mur de TV3 el 2015. Ha rebut crítiques des dels sectors mèdics, atès que realitza diagnòstics i dona consells mèdics sense una base científica suficient en mitjans de comunicació de masses.
També es dedica a la formació; va dirigir el curs postgrau sobre PNIE a la Universitat de Barcelona, fins que fou cancel·lat l'any 2017, d'acord amb la petició feta pel Col·legi de Dietistes-Nutricionistes de Catalunya, que el considerava pseudocientífic.

## Obres
- Transforma la teva salut: Els bacteris intestinals i les hormones hi tenen la clau (2017)
- Cuídate: Las claves para equilibrar tu cuerpo y transformar tu salud (2019)
- La teva salut comença aquí: Aprèn a cuidar-te i gaudeix d'una vida sana (2024)